# Serrat de l'Orri (la Vall de Boí)
El Serrat de l'Orri és una serra situada al municipi de la Vall de Boí a la comarca de l'Alta Ribagorça, amb una elevació màxima de 2.626 metres.